# السياحة في أنغولا

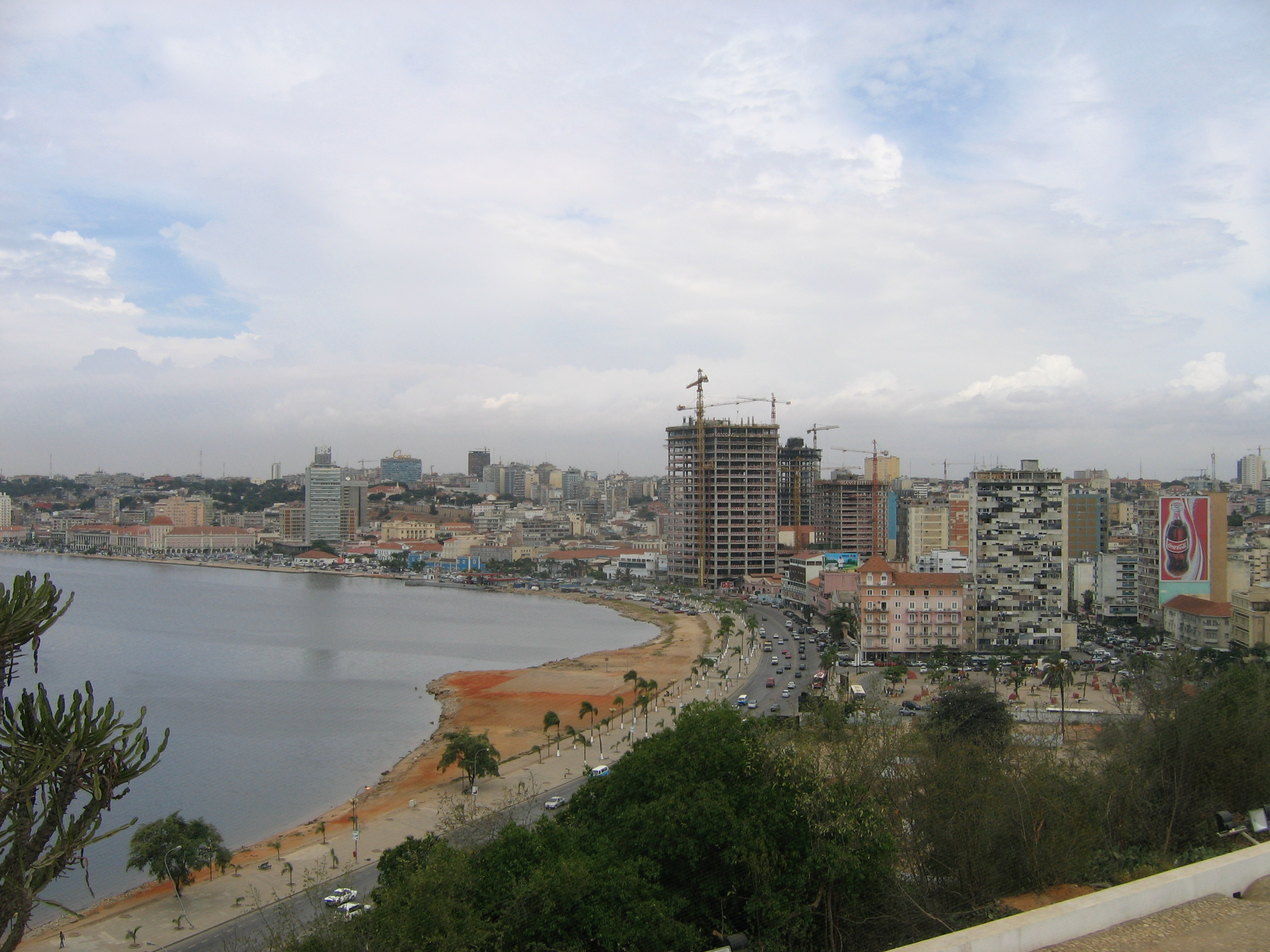

تعتمد صناعة السياحة في أنغولا على البيئة الطبيعية للبلاد، بما في ذلك الأنهار والشلالات والسواحل. وتعد صناعة السياحة في أنغولا جديدة نسبيًا، حيث تم تدمير جزء كبير من البلاد خلال الحرب الأهلية التي أعقبت الاستعمار والتي انتهت في عام 2002. على عكس معظم البلدان في المنطقة، والتي تمنح عمومًا الولايات المتحدة والاتحاد الأوروبي والعديد من المواطنين الآخرين تأشيرة عند الوصول أو لا تتطلب تأشيرة على الإطلاق، فإن أنغولا لديها متطلبات تأشيرة معقدة ومرهقة على الطراز السوفيتي (خطاب دعوة رسمي، وثائق تتعلق بالغرض من السفر، نسخة من خط سير الرحلة، إثبات الأموال، وما إلى ذلك، تُرسل جميعها إلى لواندا للموافقة عليها) هذا الإجراء القديم تجاه الزوار يضع البلاد في وضع غير مؤاتٍ في سوق السياحة الدولية التنافسي.

## مناطق الجذب للزوار

### متنزه كاميا الوطني
المقال الرئيسي: حديقة كاميا الوطنية
متنزه كاميا الوطني هي نقطة جذب للزوار في أنغولا. إنها حديقة وطنية في مقاطعة موكسيكو في أنغولا، وتقع على ارتفاع حوالي 1100 متر فوق مستوى سطح البحر. تشترك في اسمها مع بلدية كاميا القريبة. يشكل طريق كاميا-لواكانو الحد الشمالي للحديقة حيث يشكل نهر تشيفوماج الجزء الجنوبي من الحد الشرقي ونهري لوميج ولوينا على الحدود الجنوبية الغربية. يتكون جزء كبير من المنتزه من سهول تغمرها المياه موسمياً وتشكل جزءًا من حوض نهر زامبيزي، حيث يصب النصف الشمالي من المنتزه في نهر تشيفوماج. توجد أيضًا غابات المومبو الواسعة، على غرار تلك الموجودة في حوض زامبيزي في غرب زامبيا. الحديقة هي عينة من الطبيعة لا تحدث في أي مكان آخر في أنغولا. توجد بحيرتان، بحيرة كاميا و بحيرة ديلولو (أكبر بحيرة في أنغولا) خارج حدود المنتزه، وكلاهما يحتوي على أحواض قصب واسعة ومستنقعات عشبية غنية بالطيور المائية.

### متنزه كانجاندالا الوطني
المقال الرئيسي: متنزه كانجاندالا الوطني ‏
متنزه كانجاندالا الوطني هي نقطة جذب أخرى للزوار في أنغولا. إنها أصغر حديقة وطنية في البلاد وتقع في مقاطعة مالانج. تقع بين نهر Cuije وإقليمين غير مسميين على نهر Cuanza، مع مدينتي Culamagia و Techongolola على أطراف المنتزه. تم إنشاء الحديقة في عام 1963 بينما كانت أنغولا لا تزال تحت المستعمرة البرتغالية.

### متنزه إيونا الوطني
المقال الرئيسي: متنزه إيونا الوطني ‏
متنزه إيونا الوطني، الواقعة في مقاطعة ناميبي، هي وجهة سياحية شهيرة أخرى. تبعد حوالي 200 كيلومتر (120 ميلاً) عن مدينة موساميدس ، وتبلغ مساحتها 15200 كيلومتر مربع (5850 ميلاً مربعاً)، وهي الأكبر في البلاد. قبل الحرب الأهلية الأنغولية، كانت إيونا «جنة حيوانات غنية بالحيوانات الكبيرة». ومع ذلك، كما هو الحال بالنسبة لمعظم المتنزهات الوطنية الأنغولية، تسبب الصيد غير المشروع وتدمير البنية التحتية في إلحاق أضرار جسيمة بالمنتزه الذي كان غنيًا. تشتهر الحديقة أيضًا بالنباتات الفريدة والتكوينات الصخرية الرائعة.

### منتزه موبا الوطني
المقال الرئيسي: متنزه موبا الوطني
تم إعلان متنزه موبا الوطني في مقاطعة كونين الجنوبية الغربية كمنتزه وطني في 26 ديسمبر 1964 بينما كانت البلاد لا تزال مستعمرة برتغالية. تعتبر الحديقة مهمة بالنسبة لأفيفاونا الواسعة المتوقعة (على الرغم من عدم دراستها بشكل عام). يقيم العديد من الأنغوليين داخل الحديقة، والتي تهدد، جنبًا إلى جنب مع الرعاة الرحل والتنقيب عن المعادن، بتدمير حياة الطيور في الحديقة. وفقًا لأحد المقالات، «على الرغم من إعلان الحديقة في البداية لحماية الأنواع الفرعية من الزرافة، Giraffa camelopardalis angolensis، بحلول عام 1974، لم يُترك أي شيء لأن مورفولوجيا الزرافة البيضاء تجعلها معرضة بشكل خاص للألغام الأرضية التي خلفتها الحرب الأهلية في أنغولا مقارنة إلى الأنواع الفرعية للزرافات الأخرى. الثدييات الأخرى التي حدثت، تشمل الأسد والفهد والكلاب البرية والضباع المرقط».

### الساحل
تقع أنغولا على حدود المحيط الأطلسي ولديها خط ساحلي بطول 1650 كم.

## إحصائيات الزوار
ينتمي معظم الزوار الذين وصلوا إلى أنغولا بغرض السياحة إلى البلدان التالية:
| البلد / الإقليم             | 2015    | 2014    |
| --------------------------- | ------- | ------- |
| البرتغال                    | 82,629  | 219,258 |
| جنوب إفريقيا                | 49,424  | 56,852  |
| الصين                       | 76,016  | 49,965  |
| البرازيل                    | 70,184  | 44,001  |
| ناميبيا                     | 61,505  | 25,079  |
| فرنسا                       | 20,097  | 18,806  |
| المملكة المتحدة             | 14,267  | 18,363  |
| جمهورية الكونغو الديمقراطية | 13,824  | 692     |
| الكونغو                     | 11,432  | 613     |
| الهند                       | 9,170   | 6,464   |
| إيطاليا                     | 9,150   | 17,274  |
| المجموع                     | 592,495 | 594,998 |